# Chrustowo (powiat obornicki)
Chrustowo (pol. hist. "Chrostowo") – wieś w Polsce położona w województwie wielkopolskim, w powiecie obornickim, w gminie Oborniki.

## Historia
Wieś kiedyś miała inną nazwę i pierwotnie nazywała się Chrostowo. Była związana była z Wielkopolską. Ma metrykę średniowieczną. Istnieje co najmniej od drugiej połowy XIV wieku. Wymieniona została w łacińskim dokumencie z 1388 jako "Chrostowo", a w 1449 "Chrostow".
Początkowo wieś należała do opola chojnickiego z siedzibą w Chojnicy, które było reliktem opola - przedpaństwowej wspólnoty rodowo-terytorialnej, a w późniejszym okresie stało się administracyjnym podokręgiem kasztelanii. W 1388 Maniewo zostało odnotowane w granicach tego opola. W 1475 miejscowość leżała w powiecie poznańskim Korony Królestwa Polskiego. W 1439 należała do parafii Objezierze.
Miejscowość była wsią koscielną należącą do kleru. W 1338 Bieniasz komandor zakonu joannitów z klasztoru św. Jana zapowiedział swoje dziedziny przed sądem ziemskim wobec swoich sąsiadów, a w tym m.in. Chostowo.
W 1429 Wincenty z Chostowa; prawdopodobnie tenutariusz chrostowski, zastąpił szlachcica Dziersława z Wargowa w jego sporze ze szlachcicem Mikołajem z Wargowa. W 1439 odnotowana została miejscowa karczma w Chrostowie. W 1449 Michał Ręcki (z Ręcska, obecnie Reńsko koło Wielichowa) dawny komandor klasztoru joannitów koło Poznania, zeznał, że oddał w dzierżawę Janowi z Poznania oraz jego synowi Andrzejowi wsie Chrostowo i Żukowo wraz z ich folwarkami (Krotczyce koło Obornik) i innymi użytkami na okres trzech lat za 35 grzywien rocznie. Zostawił także dzierżawcom 150 owiec, 15 świń, 20 kaczek, 10 wołów, 6 krów i 3 cielęta.
W XVI wieku spisany został historyczny dokument opisujący okolice miejscowości. Sporządzony on został w 1527 i oblatowany w 1777.  Mówi on o tym, że Jan Mierzewski, komandor klasztoru joannitów, za zgodą króla polskiego Zygmunta I Starego, oddał Janowi i Stanisławowi braciom oraz dziedzicom w Niemieczkowie, cały brzeg rzeki Samicy Kierskiej, lewego dopływu Warty, jej ujście koło Kiszkowa oraz ziemie, położone koło Niemieczkowa, w zamian za brzeg i ziemię koło wsi Chrostowo, poczynając od granicy Chrostowa powyżej łąki zwanej "Charłupka" (oryg. "Charlupka") do lasu zwanego "Rudnik" naprzeciw stawiska zwanego "Wierzchowiska Przestan", miejsca zwanego "Oparupka Mała" (oryg. "Oparupka Parva") oraz "Wielkie Błota" (oryg "Wielkie Paludes") w stronę drogi z Niemieczkowa do miasta Oborniki i prosto do granicy i końca zarośli zwanych "Zapowiedź", następnie do lasku zwanego "Goły Borek", wzgórza naprzeciw lasku zwanego "Szuć" oraz strumienia rozdzielającego wsie Chostowo i Niemieczkowo.
Miejscowość odnotowano również w historycznych rejestrach poborowych dzięki czemu zachował się obraz miejscowości z przełomu XV i XVI wieku. W 1475 Chrostowo zalegało z podatkami. W 1508 miał miejsce pobór z 5 półłanków, karczmy, młyna wodnego o jednym kole. W 1509 pobrano podatki takie jak w 1508 oraz z jednego łana sołeckiego, a młyn był wówczas opuszczony. W 1563 miał miejsce pobór z 7 łanów, karczmy, młyn o jednym kole był w dzierżawie dorocznej. W 1577 płatnikiem poboru podatkowego był komandor joannitów Adam Czarnkowski, który w 1580 zapłacił pobór z 6 półłanków i 1/4 łana, 3 zagrodników, połowy karczmy, młyna o dwóch kołach wodnych oraz od jednego pługa ratajskiego czyli obsługiwanego przez najemnego robotnika zwanego ratajem.
W 1509 odnotowano, że sołtys chrostowski gospodarował na jednym łanie. W 1439 Bartłomiej pleban w Objezierzu zeznał, że Miklasz z Gniezna po odprzysiężeniu się od herezji, głosił kmieciom błędy husyckie w karczmie we wsi Chrostowo w parafii objezierskiej.
Wieś szlachecka Chrostowo położona była w 1580 roku w powiecie poznańskim województwa poznańskiego w Rzeczypospolitej Obojga Narodów. Wskutek II rozbioru Polski w 1793, miejscowość przeszła pod władanie Prus i jak cała Wielkopolska znalazła się w zaborze pruskim.
W 1832 zmarł tu Andrzej Marcin Miaskowski – ostatni komandor komandorii poznańskiej kawalerów maltańskich. W latach 1975–1998 miejscowość należała administracyjnie do województwa poznańskiego.
Chrustowo leży nad Samicą Kierską. Przez Chrustowo przebiega droga wojewódzka nr 187. W Chrustowie znajduje się szkoła podstawowa.